# Avalon (California)
Avalon, o Avalon Bay, è l'unica città dell'Isola di Santa Catalina. Oltre ad Avalon, l'unico centro popolato sull'isola, è la città non incorporata di Two Harbors. Il suo ZIP code è 90704 e fa parte della contea di Los Angeles, California, Stati Uniti. Al censimento del 2000, la popolazione era di 3 127 abitanti, oltre a 195 persone appena fuori dai confini della città. Il prefisso del telefono è 310, tuttavia, a cominciare dal 26 agosto 2006, molti numeri di telefono sono stati trasferiti al nuovo prefisso 424.